# Walther von Brauchitsch
Heinrich Alfred Hermann Walther von Brauchitsch, nemški feldmaršal, * 4. november 1881, Berlin, † 1948, Hamburg.